# 興福院

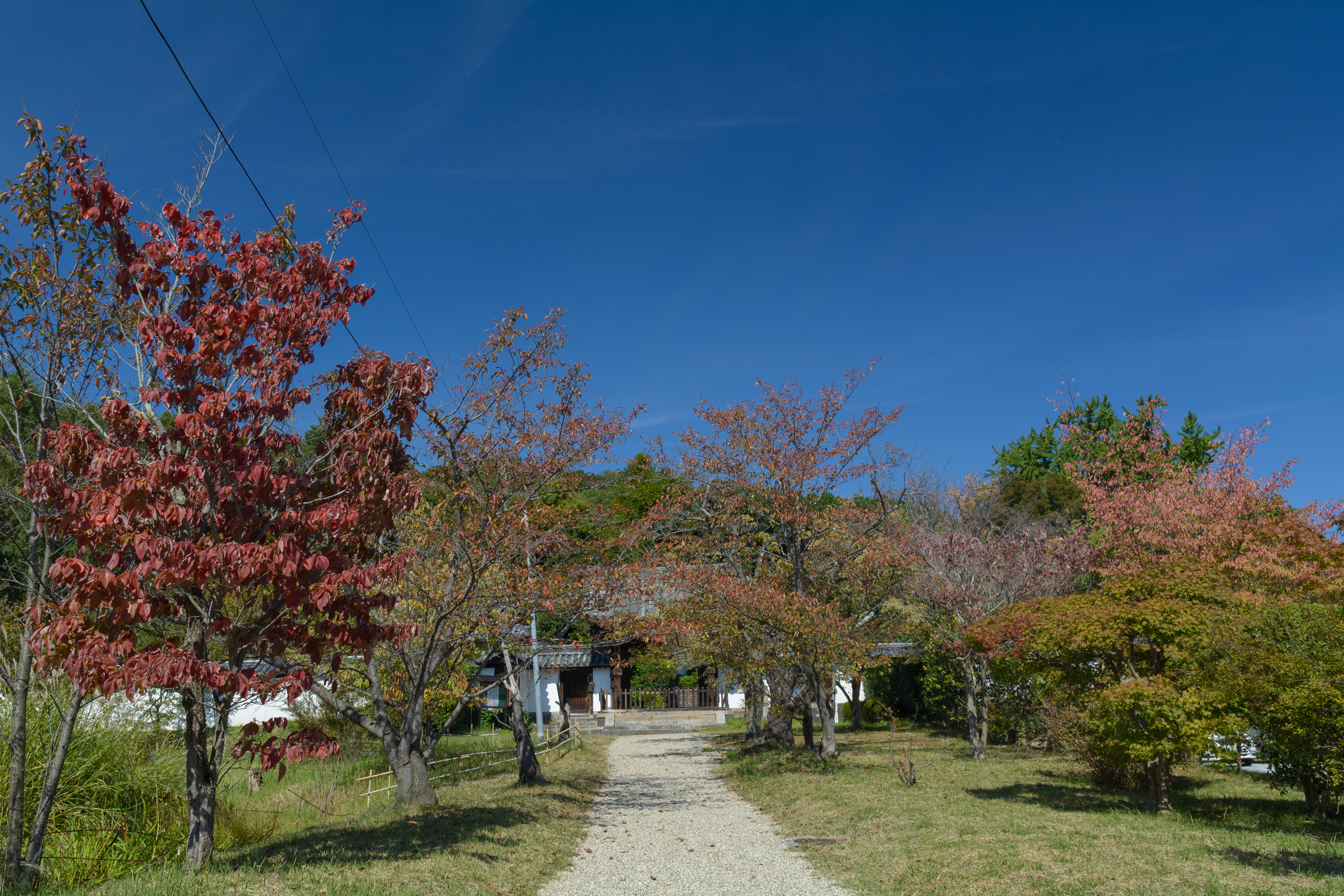
秋の興福院

興福院（こんぶいん）は、奈良県奈良市法蓮町にある浄土宗の寺院（尼寺）。山号は法蓮山。本尊は阿弥陀三尊。開基は和気清麻呂ともいい、藤原百川ともいう。

## 歴史
興福院の創建については複数の説があり、中世以前の沿革はあまり明らかでない。
当院はもともと添上郡興福院村（平城京の右京四条二坊、現・近鉄尼ヶ辻駅の近く）に創建され、現在地に移ったのは近世のことである。創建について、寺伝では天平勝宝年間（749年 - 757年）に和気清麻呂が聖武天皇の学問所をこの地に移し、弘文院と称したのが始まりという。一方で、『七大寺日記』（嘉承元年〈1106年〉）や『七大寺巡礼私記』（保延6年〈1140年〉）では藤原百川による創建とされる。また、これにより保延6年当時には興福院と呼ばれていたことが分かる。他にも、護国寺本『諸寺縁起集』には、宝亀元年（770年）に藤原広嗣の妻・輪立氏の発願で創建されたとある。
古くは弘文院、興福院の2つの寺号が用いられ、本尊は薬師如来であった。前述の和気清麻呂を開基とする説は、和気氏が設立した学問所を弘文院と称したことから出たものと推測されている。
当院はその後衰退したが、安土桃山時代に心慶尼と光秀尼（一説では興俊尼と興秀尼）が豊臣秀長（または豊臣秀吉）から寺領200石の寄進を受けて再興された。自慶院心慶大法尼は筒井順慶の一族・窪庄伊豆守の妹といい、二世・光秀尼は豊臣秀長後室の秋篠内記の娘で、心慶の姪に当たったという。
大坂の陣の後は再び衰微してしまったが、寛永13年（1636年）に三世・光心尼が江戸幕府第3代将軍徳川家光から再度寺領200石を寄進されている。現在残る本堂、客殿、大門はこの頃の建立で、小堀遠州が携わったともいう。またこの時、寺号を弘文院から興福院に改めたという説もあるが、前述の通り興福院の名は平安時代から用いられている。
寛文5年（1665年）に第4代将軍徳川家綱より寺地と参道の用地の寄進を受け、現在地の法蓮町に移転し、上記の建物も移築されている。

## 境内
- 本堂（奈良県指定有形文化財）[12] - 寛永19年（1642年）再建で、小堀遠州が携わったともいう。寄棟造、本瓦葺きで、屋根は中程に段差を設けて瓦を葺く錣葺（しころぶき）とする[13]。内部は内陣の両脇に脇陣を設ける浄土宗本堂特有の平面構成になる[14]。寺の記録から寛永19年（1642年）の上棟と判明すしている[15]。
- 渡廊下 - 本堂と客殿を繋いでいる。
- 霊屋（奈良市指定有形文化財） - 正徳5年（1715年）建立。第3代将軍徳川家光から第14代将軍徳川家茂までの将軍の位牌を祀る。入母屋造[16]、本瓦葺の建物[16]。奈良県下では珍しい徳川将軍家ゆかりの霊廟建築である[16]。内部には渡辺始興（わたなべしこう）による華やかな障壁画（奈良市指定有形文化財、京都国立博物館寄託）がある[16]。
- 鐘楼
- 薬師堂
- 客殿（重要文化財） - 寛永19年（1642年）頃建立で、小堀遠州が携わったともいう。入母屋造り桟瓦葺の建物[17]。檜皮葺きの玄関が付属する。左右3室を前後2列に配し、計6室とする禅宗方丈系の平面になる[18]。襖絵は渡辺始興によるもの。
- 玄関（重要文化財） - 客殿が現在地に移築された後に増築された。
- 庭園 - 当院の庭園は現在地に移転する以前は小堀遠州の手になるものであったが、現在地に移転後に作られた現在の庭園は遠州好みの庭園として新たに作庭されたものである[17]。
- 茶室
- 庫裏
- 中門
- 大門（奈良県指定有形文化財） - 寛永年間（1624年 - 1644年）建立で小堀遠州が携わったともいう[12]。四脚門[19]。蟇股に龍虎の彫刻があり龍虎門とも呼ばれる[20]。

## 文化財

### 重要文化財
- 客殿 附：玄関[21][22]
- 木心乾漆阿弥陀如来及び両脇侍像[23] - 当院の本尊。奈良時代の作。ただし、表面の漆箔は新しいものである[24]。中尊の印相は奈良時代の阿弥陀如来像に多くみられる説法印であり、脇侍の観音菩薩像・勢至菩薩像はそれぞれ片脚（本尊から見て外側の脚）を踏み下げるが、これも奈良時代の三尊像に多くみられる形式である。この三尊像は近世の復興時に当院の本尊として迎えられたものと推定され、当初どこの寺院にあったものかは明らかでない[25]。
- 刺繍袱紗（ししゅうふくさ）31枚[26] - 徳川綱吉の側室・瑞春院による寄進[27]。縦横とも50cmほどの大きさがあり、盆などに掛ける掛袱紗である。瑞春院は綱吉の側室の中で唯一子をなして寵愛され、度々綱吉から贈答品を贈られたが、その度に贈答品に掛けるための袱紗を綱吉はあつらえた。現存する掛袱紗としては国内最古といわれ、豪華な刺繡が施されており、それを寄進したもの[28]。重要文化財。
- 絹本著色阿弥陀二十五菩薩来迎図[29][27]
- 古葉略類聚鈔 4冊 - うち3冊に建長2年（1250年）書写奥書[30]。

### 奈良県指定有形文化財
- 本堂
- 大門
- 鷹山家文書 107通 2巻[31] - 鷹山氏に関する文書群。大和国の国人に関する数少ない家分け文書として貴重なもの[32][33]。東京大学史料編纂所の影写本では、これに興福院所蔵の近世史料6点（小堀遠州の書状5通を含む）を合わせたものが「興福院文書」と呼ばれる[33]。

### 奈良市指定有形文化財
- 霊屋
- 木造釈迦如来坐像 - 元禄3年（1690年）造立。公慶上人が制作に関わったもの[34]。
- 絹本著色都鄙図巻 1巻 - 江戸時代[31]。奈良国立博物館寄託。
- 金銅宝塔形舎利容器 1基[31] - 奈良国立博物館寄託。
- 霊屋障壁画 20面 - 江戸時代。渡辺始興作。京都国立博物館寄託。

### その他の文化財
- 銅造菩薩立像 - 飛鳥時代。像高12.7センチ。両手を腹前に構え、宝珠を持つ。奈良国立博物館に寄託[35]。同博物館では本像を「観音菩薩」としている[36]。

## 所在地
〒630-8113　奈良県奈良市法蓮町881 

## 交通アクセス
近鉄奈良線近鉄奈良駅から奈良交通バス「自衛隊前」「西大寺」行き（法華寺経由）で9分、「佐保小学校前」バス停下車、徒歩5分。 
なお、寺内は一般には公開されていない。